# Телебукино
Телебукино (Габиловское) — село в России, расположено в Касимовском районе Рязанской области. Входит в состав Крутоярского сельского поселения.

## География
Село Телебукино расположено примерно в 9 км к юго-западу от центра города Касимова на правом берегу Оки. Ближайшие населённые пункты — деревни Морозово и Малеево к западу, посёлок Крутоярский к востоку и деревня Чернышово к югу.

## История
Телебукино в качестве сельца впервые упоминается в списке с писцовых книг Крапоткина в 1637 году. В это время в сельце располагался двор помещиков Микиты и Саввы Загоскиных и два крестьянских двора. В 1646 году в сельце было 40 крестьянских и бобыльских дворов при численности населения 136 человек. В 1693 году одним из владельцев сельца Степаном Якушкиным был построен храм в честь Преображения Господня с приделами апостола Иакова и святителя Николая.
В 1905 году село являлось административным центром Телебукинской волости Касимовского уезда и имело 30 дворов при численности населения 164 чел.

## Усадьба Телебукино
Усадьба устроена в первой половине XVII века братьями Н.А. и С.А. Загостиными, во второй половине столетия принадлежала братьям стряпчим С.Я. и И.Я. Якушкиным. В конце XVIII - начале XIX веков А.М. Якушкину. В середине XIX века его дочери Е.А. Якушкиной, вышедшей замуж за гвардии поручика князя Н.В. Максутова (г/р 1797). В 1863 году она продала Телебукино В.А. Бакуниной, бывшей замужем за внуком государственного деятеля, Президента Академии художеств, историка, археолога действительного тайного советника А.Н. Оленина (1763-1843)  А.П. Олениным (1833-1910) и далее их наследники.
Сохранились действующая церковь Преображения 1807-1849 годов в стиле классицизм, построенная В.М. Якушкиным по проекту архитектора И.С. Гагина. Колокольня 1860 года сооружена князем Н.В. Максутовым. Руинированная деревянная церковь Покрова Богородицы 1693 года, возведенная С.Я. Якушкиным и перестроенная в 1845 году князем Н.В. Максутовым, с поновлениями конца XIX века. 
Супругам князьям Н.В. и Е.А. Максутовым и после А.П. и В.А. Олениным принадлежала соседняя усадьба Истомино. 

## Население
| 1646 | 1859 | 1906 | 2010 |
| ---- | ---- | ---- | ---- |
| 136  | ↗167 | ↘164 | ↘49  |

## Экономика
К юго-западу от села расположено Касимовское подземное хранилище природного газа.

## Транспорт и связь
Село связано с районным центром автомобильной дорогой с регулярным автобусным сообщением.
В селе имеется одноимённая пристань (по состоянию на 2015 год не функционирует).
Село Телебукино обслуживает сельское отделение почтовой связи Крутоярский (индекс 391333).